# Volker Spazier
Volker Spazier (* 24. Juni 1953) ist ein ehemaliger deutscher Fußballspieler.
Er absolvierte in den Jahren 1975 bis 1981 insgesamt 154 Spiele in der 2. Fußball-Bundesliga und erzielte dabei 14 Tore.

## Stationen
- 1975–1976 1. FC Mülheim
- 1976–1977 Union Solingen
- 1977–1981 SC Herford
- 1981–1982 Rot-Weiß Oberhausen